# 秦氏马先蒿
秦氏马先蒿（学名：Pedicularis chingii）为列当科马先蒿属的植物，是中国的特有植物。分布于中国大陆的甘肃等地，生长于海拔3,000米至4,000米的地区，一般生长在林中，目前尚未由人工引种栽培。